# Mortimer Sederholm
Johan Mortimer Sederholm, född den 7 november 1888 i Högseröds församling, Malmöhus län, död den 3 februari 1975 i Danderyds församling, Stockholms län, var en svensk militär.
Sederholm avlade studentexamen i Lund 1909 och officersexamen 1922. Han blev underlöjtnant vid Gotlands artilleriregemente 1912, löjtnant där 1915, kapten 1927 och vid trängen 1928. Sederholm genomgick Artilleri- och ingenjörhögskolan 1914–1915 och Krigshögskolan 1923–1925. Han var adjutant hos kronprinsen 1932–1950 och överadjutant hos honom som kung från 1950. Sederholm befordrades till major 1936, till överstelöjtnant 1940 och till överste på reservstat 1944. Han beviljades avsked ur krigstjänsten 1949. Sederholm var sakkunnig hos Militieombudsmannen 1947–1952, tillförordnad chef för militäravdelningen vid Svenska Röda Korset 1949–1950 och generalsekreterare i Svenska Blå Stjärnan 1951–1953.Han  publicerade Underhållstjänsten i krig (tillsammans med Yngve Hallgren, 1937). Sederholm blev riddare av Svärdsorden 1933 och av Vasaorden 1942. Han vilar på Norra begravningsplatsen utanför Stockholm.